# Bộ ngoại giao
Bộ ngoại giao là một bộ trong chính phủ. Bộ này đảm nhiệm công việc đối ngoại của chính phủ. Tuy vậy hoạt động của Bộ ngoại giao trên thế giới hiện nay thường kèm theo việc phát triển ngoại thương, xúc tiến thương mại.
Trong hệ thống các cơ quan của quan hệ giao tiếp đối ngoại đại diện cho nhà nước trong công việc đối ngoại và quàn lý về mọi mặt các công việc đó Bộ ngoại giao giữ một vị trí đặc biệt. Trên thực tế Bộ ngoại giao là cơ quan thực hiện chính sách đối ngoại, đại diện cho nhà nước trên trường quốc tế, trong những cuộc tiếp xúc với các nhà nước khác và ngoại giao đoàn ở nước mình. Bộ ngoại giao cũng phối hợp sự hoạt động của các cơ quan làm công tác đối ngoại.
Bộ ngoại giao đảm nhiệm việc tổng kết và phân tích mọi thông tin về tình hình quốc tế, thảo ra các đề nghị liên quan những vấn đề về chính sách đối ngoại.
Nhằm mục đích này, Bộ ngoại giao thường xuyên tiếp xúc với các đại sứ quán và lãnh sự quán của nước mình ở nước ngoài, quản lý hoạt động của các cơ quan đó, thực hiện liên hệ với các cơ quan đại diện ngoại giao của nước ngoài.

## Bộ trưởng Bộ ngoại giao
Người đứng đầu Bộ ngoại giao được gọi là bộ trưởng Bộ ngoại giao, hay còn được gọi là ngoại trưởng. Đây là một thành viên chính phủ có nhiệm vụ trợ giúp hình thành chính sách đối ngoại của một quốc gia có chủ quyền. Trong một chính phủ liên hiệp, phó thủ tướng thường cũng kiêm bộ trưởng Bộ ngoại giao.
Tùy thuộc từng nước mà quyền lực của vị ngoại trưởng có thể khác nhau. Trong một thể chế đại nghị cổ điển, bộ trưởng Bộ ngoại giao có thể tạo ảnh hưởng đáng kể trong sự hình thành chính sách đối ngoại, tuy nhiên nếu thủ tướng chính phủ nắm nhiều quyền lực thì quyền lực của bộ trưởng Bộ ngoại giao bị giới hạn hơn hoặc chỉ đóng vai trò phụ trong việc xây dựng chính sách đối ngoại. Trong thể chế tổng thống với nhánh hành pháp mạnh, quyền lực của ngoại trưởng cũng bị giới hạn nhiều. Không ít quốc gia kể từ sau Chiến tranh thế giới thứ hai đã đưa bộ trưởng Bộ ngoại giao và bộ trưởng bộ quốc phòng thành bộ phận của một cơ quan trong nội các gọi là hội đồng an ninh quốc gia nhằm phối hợp chính sách đối ngoại và quốc phòng.
Tên gọi dành cho chức danh bộ trưởng Bộ ngoại giao khá đa dạng: "bộ trưởng Bộ ngoại giao" (minister of foreign relations, chẳng hạn ở Brasil và Liên Xô cũ; hoặc minister of foreign affairs, chẳng hạn ở Việt Nam), "bộ trưởng bộ ngoại vụ" (minister of external affairs, chẳng hạn ở Ấn Độ). Ở nhiều nước nói tiếng Tây Ban Nha thuộc khu vực Mỹ Latinh, canciller là tên gọi thông tục của chức danh này. Một số quốc gia còn có chức danh quốc vụ khanh (secretary of state) với cấp bậc tương đương hoặc thấp hơn bộ trưởng trong chính phủ, thường được bổ nhiệm trong trường hợp thay thế bộ trưởng Bộ ngoại giao để tiến hành các hoạt động đối ngoại.
Tại Vương quốc Liên hiệp Anh và Bắc Ireland thời gian trước năm 1968, Quốc vụ khanh Ngoại giao chỉ xử lý các mối quan hệ với nước ngoài (những nước nằm ngoài Khối Thịnh vượng chung Anh), trong khi Quốc vụ khanh Các vấn đề khối thịnh vượng chung mới là người xử lý quan hệ với các thuộc địa và quốc gia trong khối. Hiện nay, vị bộ trưởng phụ trách chính sách đối ngoại và lãnh thổ hải ngoại thuộc Anh được gọi là Quốc vụ khanh Các vấn đề đối ngoại và khối thịnh vượng chung (Secretary of State for Foreign and Commonwealth Affairs).
Tại Hoa Kỳ, Bộ trưởng Ngoại giao Hoa Kỳ xử lý chính sách đối ngoại và là thành viên cao cấp của Nội các Hoa Kỳ. Trong tiếng Anh, chức danh Bộ trưởng Ngoại giao Hoa Kỳ được viết là United States Secretary of State, dịch sát là "Quốc vụ khanh Hoa Kỳ".